# Констанц (район)
Район Констанц (нім. Landkreis Konstanz) — район землі Баден-Вюртемберг, Німеччина. Район підпорядкований урядовому округу Фрайбург. Центром району є місто Констанц. Населення становить 286 876 ос. (станом на 31 грудня 2020), площа  — 817,97 км². 

## Демографія
Густота населення в районі становить 341 ос./км².
| Рік             | Населення |
| --------------- | --------- |
| 31. грудня 1973 | 232.680   |
| 31. грудня 1975 | 229.505   |
| 31. грудня 1980 | 230.054   |
| 31. грудня 1985 | 232.611   |
| 27. травня 1987 | 231.898   |

| Рік             | Населення |
| --------------- | --------- |
| 31. грудня 1990 | 246.059   |
| 31. грудня 1995 | 258.668   |
| 31. грудня 2000 | 266.183   |
| 31. грудня 2005 | 274.692   |
| 31. грудня 2010 | 278.983   |

## Міста і громади
Район поділений на 7 міст, 18 громад.